# Keimer Sandoval
Keimer Andrés Sandoval Rodríguez (ur. 3 września 2005 w Cali) – kolumbijski piłkarz występujący na pozycji środkowego obrońcy, od 2025 roku zawodnik serbskiej Crveny zvezdy.